# Valserhône
Valserhône es una comuna nueva francesa situada en el departamento de Ain, de la región de Auvernia-Ródano-Alpes. Es la cabecera (bureau centralisateur en francés) y mayor población del cantón de Valserhône.

## Geografía
Valserhône está ubicada en el noreste del departamento de Ain, en la confluencia de los ríos Ródano y Valserine, cerca del departamento de la Alta Saboya y Suiza.

## Historia
Fue creada el 1 de enero de 2019, en aplicación de una resolución del prefecto de Ain del 22 de octubre de 2018 con la unión de las comunas de Bellegarde-sur-Valserine, Châtillon-en-Michaille y Lancrans, pasando a estar el ayuntamiento en la antigua comuna de Bellegarde-sur-Valserine.